# Sofia da Baviera (1376–1425)
Sofia da Baviera (em alemão:  Sophie; Munique, 1376 – Pressburg, 26 de setembro de 1425) foi rainha da Boêmia e da Germânia como a segunda esposa de Venceslau IV da Boêmia. Ela foi regente da Boêmia por um curto período após a morte do marido, além de ser seguidora de Jan Hus.

## Família
Sofia foi a única filha, terceira e última criança nascida do duque João II da Baviera e de Catarina de Gorizia.
Os seus avós paternos eram o duque Estêvão II da Baviera e Isabel da Sicília. Os seus avós maternos eram o conde Meinardo VI de Gorizia e Catarina de Pfannberg.
Através da linhagem paterna, foi bisneta do imperador Luís IV do Sacro Império Romano-Germânico e de sua primeira esposa, Beatriz da Silésia. Também foi descendente de Carlos I, Conde de Anjou, filho do rei Luís VIII de França e de Branca de Castela.
Já pela linhagem materna era descendente da Dinastia piasta da Polônia, através de Salomé da Polônia.
Ela teve dois irmãos mais velhos: os duques Ernesto, marido de Isabel Visconti e Guilherme III, marido de Margarida de Cleves.

## Biografia

### Infância
Sofia foi criada pelo tio, o duque Frederico da Baviera, em Landshut. Ela gostava de caçar, algo que o seu futuro marido também adorava fazer. No ano de 1388, Sofia visitou a cidade de Praga com o tio, onde ele levou-a para achar um marido para a sobrinha. Assim, ele representou o pai de Sofia, João II, nas negociações para o casamento com o rei Venceslau IV. Sofia, com cerca de doze anos de idade, teria ficado impressionada com o noivo. Anos antes, em 1385, Frederico também tinha ajudado a arranjar o casamento de outra sobrinha, Isabel, com o rei Carlos VI de França.

### Casamento

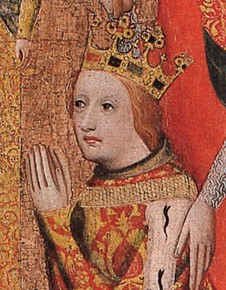
Retrato de Venceslau IV presente no Painel Votivo de Han Očko de Vlašim, localizado na Galeria Nacional de Praga.

Sofia e Venceslau se casaram no dia 2 de maio de 1389, em Praga, quando ela tinha 12 ou 13 anos, e ele já tinha 28. A primeira esposa do rei foi Joana da Baviera, prima de Sofia, que morreu provavelmente atacada por um dos cães do marido, em 1386. Eles provavelmente foram casados pelo chanceler do rei, o bispo Jan.
Logo após o casamento, Sofia deveria ter sido coroada rainha da Boêmia, no entanto, na época, Venceslau estava em conflito com o arcebispo de Praga, a única pessoa que poderia realizar a cerimônia de coroação. Devido a isso, a coroação apenas ocorreu após onze anos de casamento.
Os primeiros anos de casamento parecem ter sido felizes, ou, no mínimo, tranquilos, apesar de o rei ser conhecido por gostar de caçar e beber bastante. Venceslau celebrou o casamento com a encomenda de manuscritos iluminados, tal como a Bíblia de Venceslau, onde aparece a imagem da nova esposa. Em 1392, o casal fez um banquete para celebrar a fundação da nave da Catedral de São Vito.

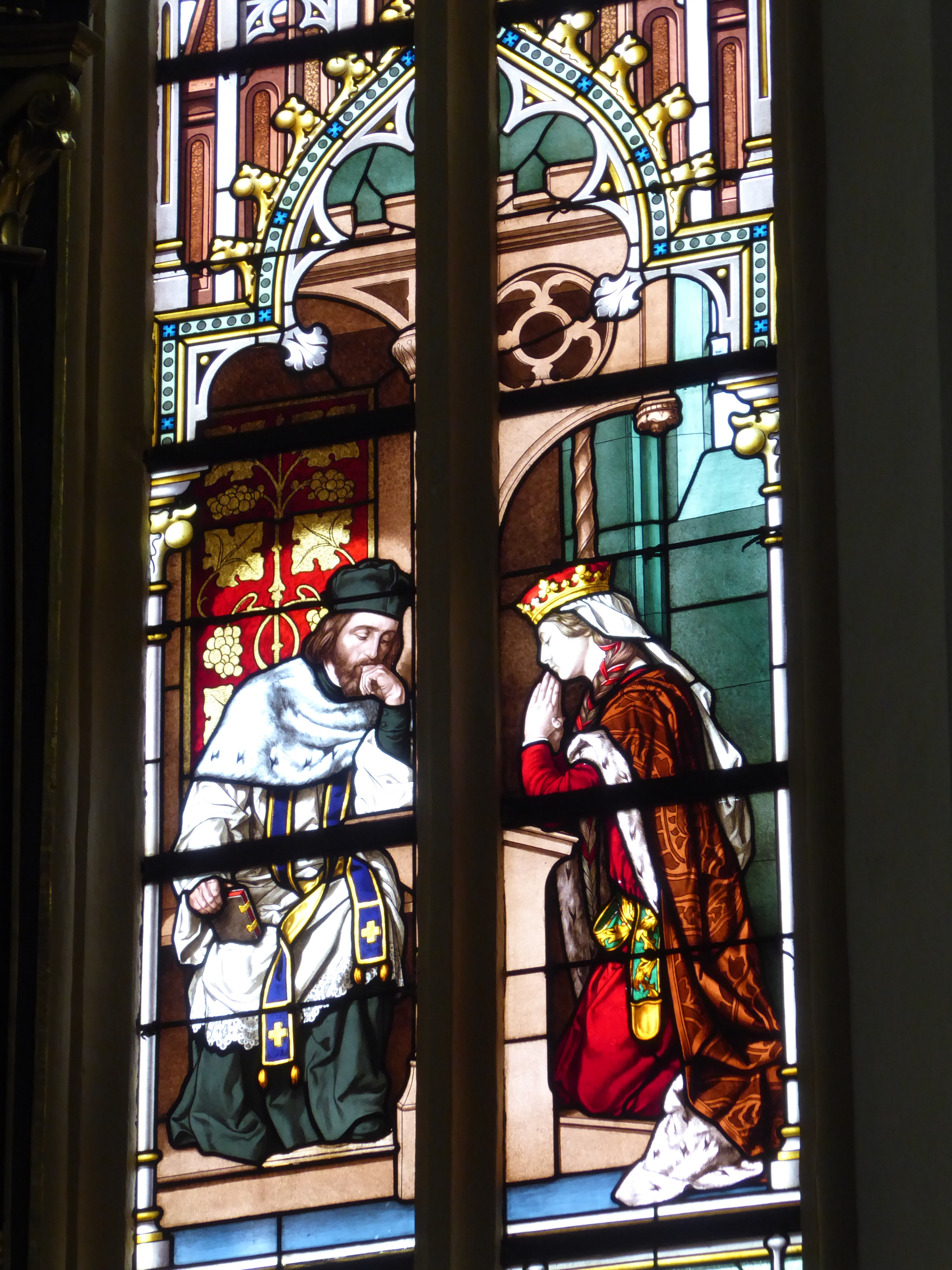
Vitral presente na Igreja paroquial de Allhartsberg, na Áustria, que representa a confissão da rainha ao sacerdote João de Nepomuk.

Em março de 1393, o rei ordenou que o sacerdote, João de Nepomuk, fosse torturado e afogado. Segundo relatos escritos posteriormente ao acontecimento, João era o confessor de Sofia, e Venceslau teria o sentenciado a morte após o sacerdote ter se recusado a revelar a confissão da rainha. Num desses relatos, o nome da rainha não é mencionado, apenas o de rei. De acordo com essa teoria, o rei suspeitava que a esposa tinha um amante; por isso, ele teria exigido que o confessor dela revelasse o nome do suposto amante, pois acreditava que ele sabia. No entanto, o mais provável é que ele tenha ordenado o afogamento de João porque ele estava envolvido em alguns conflitos com ele e o arcebispo de Praga, Jan de Jenštejn.
No dia 15 de março de 1400, Sofia foi, finalmente, coroada rainha da Boêmia, pelo novo arcebispo de Praga, Olbram de Skvorec. Entretanto, ainda em agosto de 1400, Venceslau foi deposto como rei da Germânia, e substituído por Roberto do Palatinado, que era primo de Sofia, também membro da Casa de Wittelsbach.
Em 1401, houve uma rebelião contra Venceslau, por parte de seu meio-irmão mais novo, Sigismundo, na época rei da Hungria (e futuro imperador do Sacro Império Romano-Germânico). Ele capturou Venceslau e o aprisionou em Viena, em 1402. Durante essa época, Sigismundo também governou a Boêmia.
Enquanto o marido estava preso, Sofia residiu na cidade de Hradec Králové (hoje na República Checa), de 1402 a 1403. Foi por volta dessa época que a rainha tornou-se seguidora do teólogo e reformador religioso, Jan Hus, e ouvia os seus sermões. Assim como o marido, Sofia lhe deu proteção, e defendia os seus ensinamentos hussitas.
Em 1403, Venceslau foi solto e retornou para a Boêmia. Os dois não tiveram filhos, e assim como aconteceu com sua prima e predecessora, Joana, as pessoas culpavam a infertilidade do casal em Venceslau, que era um conhecido alcoólatra.

### Movimento Hussita e Viuvez

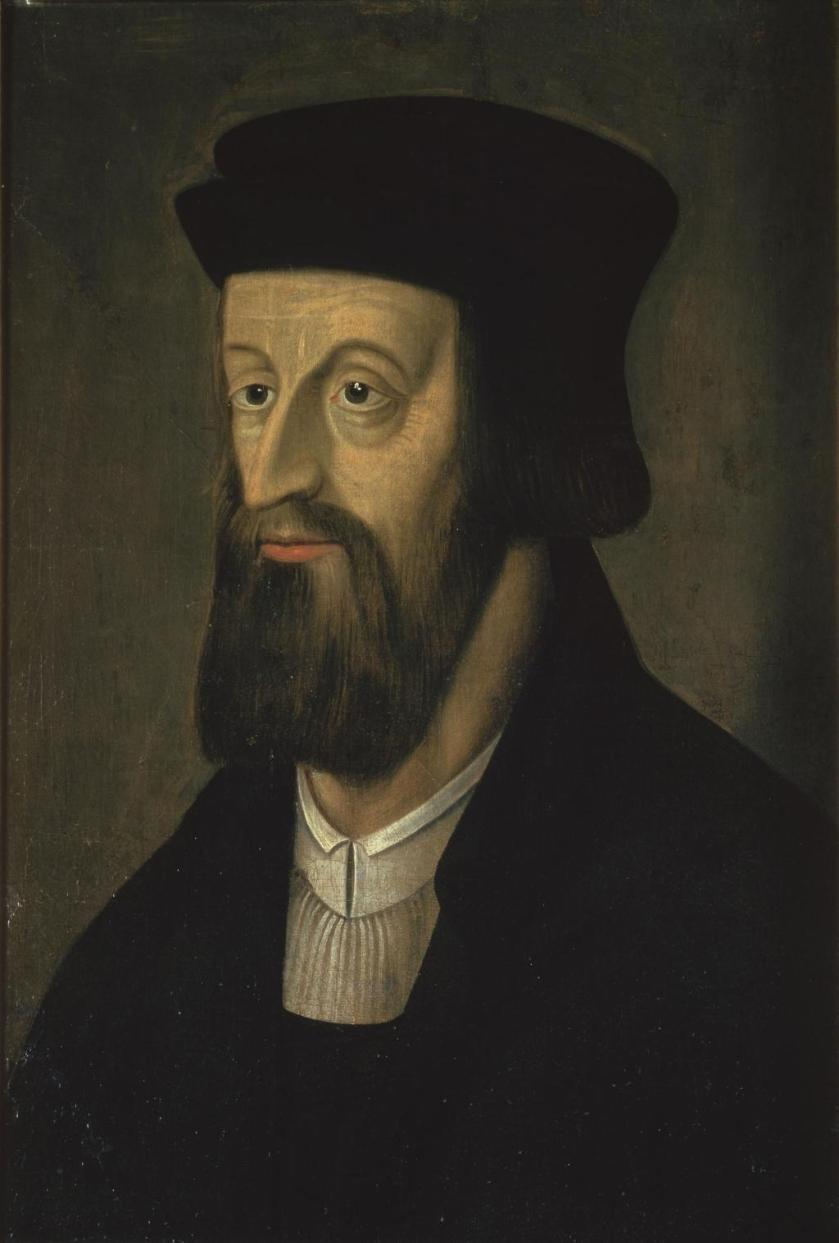
Um suposto retrato de Jan Hus de um autor desconhecido do século XVI.

Em 1410, Sofia escreveu cartas para o papa defendendo Jan Hus, porém, ele acabou sendo excomungado naquele mesmo ano. Sofia não desistiu e continuou a defendê-lo, além de ter pedido ao papa que a sua excomunhão fosse cancelada. No entanto, ela eventualmente foi forçada a retirar o seu apoio. Apesar disso, aparentemente, a rainha continuou a acreditar nos ensinamentos de Hus, e pelo resto de sua vida, Hus falou da rainha com muito amor e respeito.
Em 1415, Hus foi condenado à morte por heresia, e foi queimado na fogueira em 6 de julho. Segundo boatos, a rainha acreditava que a morte do teólogo levaria a uma revolta. Logo em seguida, motins eclodiram na cidade de Praga, o que levou o povo a jogar vários sacerdotes no rio, e ao cerco no palácio do arcebispo do Praga.
Sofia, por sua vez, continuou a promover as ideias de Hus, o que fez ela ser detestada por muito de seus súditos e pela sua própria família. Em 1418, o irmão dela, Ernesto, Duque da Baviera, a visitou em Praga. Durante a visita, os irmãos tiveram uma discussão sobre o movimento hussita, e Ernesto deu um tapa na irmã.
Em 30 de julho de 1419, mais rebeliões surgiram, as quais foram consideradas o início das Guerras Hussitas. Nessa época, o rei estava doente, e tais eventos podem ter apressado a sua morte, em 16 de agosto. Sigismundo, então, tornou-se o novo rei da Boêmia. Porém, como Sigismundo estava ocupado na Hungria à época, Sofia atuou como rainha regente. Em outubro de 1419, os nobres assinaram um acordo com a rainha regente, que continha uma promessa de proteger a lei e a ordem. Quando o cunhado chegou na Boêmia no final de 1419, Sofia desistiu da regência e apoiou a ascensão dele ao trono.
Sofia e Sigismundo estiveram envolvidos na administração de uma propriedade na Bratislava.
Durante o ano de 1420, a rainha viúva viajou pelo país ao lado de Sigismundo e de sua segunda esposa, Bárbara de Celje. Durante essa época, houve rumores de que Sofia e Sigismundo estavam tendo um caso amoroso, o que provavelmente era falso. 
Em 1421, Sofia deixou a Boêmia e se estabeleceu na Hungria. Logo depois, Sigismundo considerou um casamento entre a antiga cunhada e Ladislau II Jagelão da Polônia, que já tinha enviuvado três vezes e tinha uma filha sobrevivente, sua possível sucessora. Considerando que Sofia já tinha passado de sua idade fértil, é possível que essa união fosse vista como uma aliança entre os dois reis, ao invés de uma maneira de dar um herdeiro para Ladislau. Contudo, os planos não deram fruto, e, em fevereiro de 1422, o rei polaco se casou com Sofia de Holszany, quem lhe deu dois filhos.
A rainha viúva passou os seus últimos anos na cidade de Pressburg, na atual Bratislava, hoje na Eslováquia. Perto do fim de sua vida, Sofia ingressou na Ordem de Santa Clara. Ela faleceu no dia 26 de setembro de 1425, com cerca de 49 anos de idade, e foi enterrada na catedral da cidade, embora o seu desejo fosse ser sepultada em Munique, onde nasceu.